# Северный (Алтайский край)
Се́верный — посёлок в Первомайском районе, Алтайский край, Россия. Административный центр Северного сельсовета.

## География
Посёлок расположен в северной части района на равнинной местности.
Уличная сеть
В посёлке 23 улицы и 5 переулков.
Расстояние до
- районного центра Новоалтайск 47 км;
- областного центра Барнаул 55 км.

Ближайшие населенные пункты
Новокраюшкино 7 км, Лебяжье 9 км, Акулово 9 км, Старокрайчиково 10 км, Таловка 11 км, Первомайское 12 км.
Климат
Климат континентальный, средняя температура зимой −10-15°С, летом +18-25°С. Количество годовых осадков 400—600 мм в год.
Транспорт
Через посёлок ходит рейсовый автобус Барнаул — Первомайское. Ближайшая железнодорожная станция находится в посёлке Озёрки.

## История
Указом Президиума Верховного Совета РСФСР от 13.01.1965 года в Алтайском крае были образованы дополнительные районы. В связи с изменениями в административно-территориальном делении Алтайского края был создан Первомайский район, в состав которого вошел Северный сельсовет с центром в посёлке Северный.

## Население
| 1997  | 1998  | 1999  | 2000  | 2001  | 2002  | 2003  |
| ----- | ----- | ----- | ----- | ----- | ----- | ----- |
| 1575  | ↘1565 | ↗1604 | ↗1637 | ↗1638 | ↘1487 | ↗1490 |
| 2004  | 2005  | 2006  | 2007  | 2008  | 2009  | 2010  |
| ↘1456 | ↘1421 | ↘1397 | ↗1438 | ↘1410 | ↗1432 | ↘1410 |
| 2011  | 2012  | 2013  |       |       |       |       |
| ↘1408 | ↘1345 | ↘1306 |       |       |       |       |

## Инфраструктура
Работают компании разных форм собственности и направлений: СПК «Север», ООО «Гранум», «Стройка», ТСЖ «Будущее», «Коммунальное хозяйство», малое предприятие «Северное» и другие.
В селе работает детский сад «Теремок», есть «Северная средняя общеобразовательная школа» Первомайского района. В 1967 году она получила статус средней, а в 1972 году переехала в новое здание, капитально отремонтированное в 2012 году. Имеются Дом культуры и врачебная амбулатория.